# 條紋雙線䲁
條紋雙線䲁（學名：Enneapterygius fasciatus），又名狗鰷、三鰭鳚，為輻鰭魚綱䲁形目三鰭䲁科的其中一種，分布於印度西太平洋區，包括東非、斯里蘭卡、安達曼海、泰國、台灣、菲律賓、印尼、索羅門群島等海域，深度1至25公尺，本魚體型小成圓柱狀，頭短鈍，眼眶上具觸鬚，體黃棕色，體被櫛鱗，頰部及腹側無鱗，身體有明顯的垂直或傾斜的深色條紋，有孔側線鱗13-16個，尾柄條窄，位於尾柄基部，背鰭3個，背鰭硬棘14-16枚、背鰭軟條9-11枚、臀鰭硬棘1枚、臀鰭軟條17枚，體長可達3公分，棲息潮間帶至沿海淺水礁石區，以藻類為食，生活習性不明。

## 扩展阅读
維基物種上的相關：條紋雙線䲁
1. ↑  Williams, J.; Holleman, W. . The IUCN Red List of Threatened Species. 2014, 2014: e.T179002A1557941  [20 November 2021]. doi:10.2305/IUCN.UK.2014-3.RLTS.T179002A1557941.en .
2. ↑  Froese, R. & Pauly, D. (eds.) (2019). Enneapterygius fasciatus. FishBase. Version 2019-04.